# 9 décembre 1909
Le jeudi 9 décembre 1909 est le 343e jour de l'année 1909.

## Naissances
- Douglas Fairbanks Jr. (mort le 7 mai 2000), acteur américain
- Jean-Louis Destouches (mort le 28 octobre 1980), physicien et philosophe des sciences français
- Trude Sojka (morte le 18 mars 2007), artiste tchèque et équatorienne des XXe et XXIe siècles

## Décès
- Domingo Vásquez (né le 3 août 1846), homme d'État hondurien
- Hermann von Kaulbach (né le 26 juillet 1846), peintre allemand
- Johannes Adam Simon Oertel (né le 3 novembre 1823), ecclésiastique épiscopal et artiste peintre germano-américain

## Autres événements
- Maurice Farman réalise le plus long raid aérien de ville à ville de Versailles à Chartres
- A-I Libelle a effectué son premier vol piloté par János Adorján
- Yves Le Prieur est le premier homme à voler dans le ciel japonais